# Palinustus mossambicus
Palinustus mossambicus är en kräftdjursart som beskrevs av Barnard 1926. Palinustus mossambicus ingår i släktet Palinustus och familjen Palinuridae. Inga underarter finns listade i Catalogue of Life.